# Kamelia
Kamelia (Camellia japonica) er en stedstegrøn busk eller et lille træ med en bred, opstigende vækstform. 

## Beskrivelse
Barken er glat og grå. Knopperne er lysegrønne og spredte. Bladene er læderagtige, helrandede og ovale med en skinnende blank overside og en lysegrøn underside. 
Planten blomstrer i det meget tidlige forår med rosenagtige blomster. De har runde, overlappende kronblade og gule støvdragere. Planten danner ikke modent frø i Danmark.
Kamelia har et meget fint forgrenet rodnet. Den er helt afhængig af samlivet med flere forskellige mycorrhizasvampe.
Højde x bredde og årlig tilvækst: 6 x 4 m (15 x 10 cm/år). Disse mål kan fx anvendes, når arten udplantes.

## Hjemsted
Planten vokser i kystnære løvskove i Kina, Korea og på alle de japanske hovedøer. 
På Ulnung-øen ud for Korea findes den sammen med bl.a. Butbladet Liguster, Japansk Bøg, Pensel-Fyr og Siebold-Hemlock.

## Sorter
Kamelia er egentlig slet ikke tilpasset dansk klima, og den har mest været brugt i vinterstuer og kontorlandskaber. På det seneste er der dog kommet hårdføre sorter på markedet, f.eks.:
- 'Adolphe Audusson'
- 'Alba Simplex'
- 'Arajishi'
- 'Babara Clark'
- 'Betty Sheffield Supreme'
- 'Blod of China'
- 'C. M. Hovey'
- 'Coquettii'
- 'Dixie Knight'
- 'Elegans'
- 'Grand Prix'
- 'Korean Fire'
- 'K. Sawada syn. Silver Moon'
- 'Kramer's Supreme'
- 'Nuccio's Gem'
- 'Roger Hall'
- 'Tricolor syn. Ezo Nishiki'